# Gösta Backlund
Carl Gustaf Gösta  Backlund, född 1930 i Falun, är en svensk målare, grafiker och tecknare.
Backlund utbildade sig till konstnär genom självstudier och under studieresor till Nederländerna, Frankrike, Belgien och Grekland. Han debuterade i en utställning i Falun 1947 och har därefter medverkat i Dalarnas konstförenings höstsalonger. Bland hans offentliga arbeten märks utsmyckningar i Ludvika, Sandviken och Umeå. Hans konst består av landskap, figurer och interiörer i en expressiv koloristisk stil utförda i olja eller akvarell. Han arbetar även i emalj, textil och trä. Backlund är representerad vid Moderna museet, Dalarnas museum, Hälsinglands museum, Örebro läns landsting och Örebro läns museum.
Backlund har även varit verksam som konstskribent i dagspressen.